# Rikard Berge
Rikard Berge, född 7 november 1881 i Rauland, Bratsberg amt, död 26 september 1969 i Skien, var en norsk folklorist.
Berge blev folkskollärare 1901, men var från 1908 hemmansägare innan 1918 blev direktör för Brekke Museum i Skien, Fylkesmuseet for Telemark og Grenland. På grundval av egna insamlingar runt om i Telemarken bedrev han ett fruktbart författarskap på landsmål i folkloristisk riktning och fortsatte på detta område det av Peter Christen Asbjørnsen och Jørgen Moe påbörjade och av Sophus Bugge och Moltke Moe fortsatta arbetet.
Berge utgav Norsk visefugg (1904), en samling dittills okända Telemarksvisor, kompletterad med Stev fraa Telemarki (I 1908, II 1909), Norske folkeviser (1911), Norsk bondeliv i segn og sogu (1911) och Norske folkeeventyr (1914). På grundval av Sophus Bugges efterlämnade anteckningar utgav han två samlingar Norsk folkedigtning (Köpenhamn, I 1909, II 1913), med illustrationer hämtade från norsk folkbildkonst, samlade och bearbetade av Berges hustru Johanna Bugge Berge, dotter till Sophus Bugge.
Som biograf och litteraturhistoriker utgav Berge bland annat Storegut. Ættesogo og digtverke (1906) och Myllargutten (1908). Av hans senare verk kan nämnas Husgudar i Noreg (1920), praktverket Norskt bondesylv (1925) samt biografier över Olea Crøger (tillsammans med H.G. Heggtveit, 1918) och av M.B. Landstad (1920). Samlingen Bygdedikting fraa Telemarki utkom 1912-26 i 20 band. Berge var även grundare av och redaktör för tidskriften "Norsk folkekultur" (1915 ff.), vars ledande kraft han var.